# Cagne
Pour les articles homonymes, voir Cagne (homonymie).
Pour l’article ayant un titre homophone, voir Khâgne.
La Cagne est un fleuve français côtier qui rejoint la mer Méditerranée à Cagnes-sur-Mer, arrondissement de Grasse, du département des Alpes-Maritimes, dans la région Provence-Alpes-Côte d'Azur.

## Géographie
La longueur de son cours d'eau est de 27,6 km. La Cagne prend sa source, à l'altitude 1 152 mètres, au sud-ouest du sommet de Viériou (1 395 m), dans la montagne du Cheiron qui culmine à 1 778 mètres, sur la commune de Coursegoules, et rejoint la mer Méditerranée sur la commune de Cagnes-sur-Mer, à l'est de l'hippodrome de la Côte d'Azur, près du lieu-dit le Cros de Cagnes et à l'ouest de l'aéroport de Nice-Côte d'Azur.
Les fleuves côtiers voisins sont au sud-ouest le Loup, à la limite de Cagnes-sur-Mer avec Villeneuve-Loubet, et au nord-est, le Var sur la commune voisine de Saint-Laurent-du-Var.

### Communes et cantons traversés
Dans le seul département des Alpes-Maritimes, la Cagne traverse six communes et trois cantons :
- dans le sens amont vers aval : Coursegoules, Vence, Bézaudun-les-Alpes, Saint-Jeannet, La Gaude, Cagnes-sur-Mer.

En termes de cantons, la Cagne prend sa source sur le canton de Coursegoules, traverse le canton de Vence et conflue sur le canton de Cagnes-sur-Mer-Ouest.

### Toponyme
L'hydronyme « Cagne » a été repris dans la ville embouchure Cagnes-sur-Mer.

### Bassin versant
Son bassin versant comprend aussi une partie des communes de Saint-Paul-de-Vence et de La Colle-sur-Loup, soit un total de 87 000 habitants concernés. Selon l'Orema en PACA, la Cagne a un bassin versant de 96 km2 de superficie sur les dix communes de Bézaudun-les-Alpes, Cagnes-sur-Mer, Courmes, Coursegoules, La Colle-sur-Loup, La Gaude, Saint-Jeannet, Saint-Paul-de-Vence, Tourrettes-sur-Loup et Vence

### Organisme gestionnaire
L'organisme gestionnaire est le SMIAGE maralpin, créé en 2017, et sis à Nice, 147 bd du Mercantour.

## Affluents
La Cagne a cinq affluents contributeurs référencés :
- le ruisseau la Cagnette, 2,7 km (rg[note 1]), prend sa source à Bézaudun-les-Alpes et conflue sur Coursegoules.
- le vallon du Ruth, 2,5 km (rg), prend sa source au Broc et suit la limite entre Bézaudun-les-Alpes et Saint-Jeannet.
  - il a un affluent - en rd - le vallon de Barrancher, 1,7 km sur Bézaudun-les-Alpes.
- le vallon du Castelet, 1,3 km (rg), entièrement sur Saint-Jeannet.
- -----   le ruisseau la Lubiane[1],[3], ou Loubiane[6] 7,3 km (rd), entièrement sur Vence.
- -----   le ruisseau le Malvan, 16,6 km (rd), prend sa source à Vence traverse Saint-Paul-de-Vence et conflue sur Cagnes-sur-Mer.

### Rang de Strahler
Donc le rang de Strahler est de trois.

## Aménagements et écologie

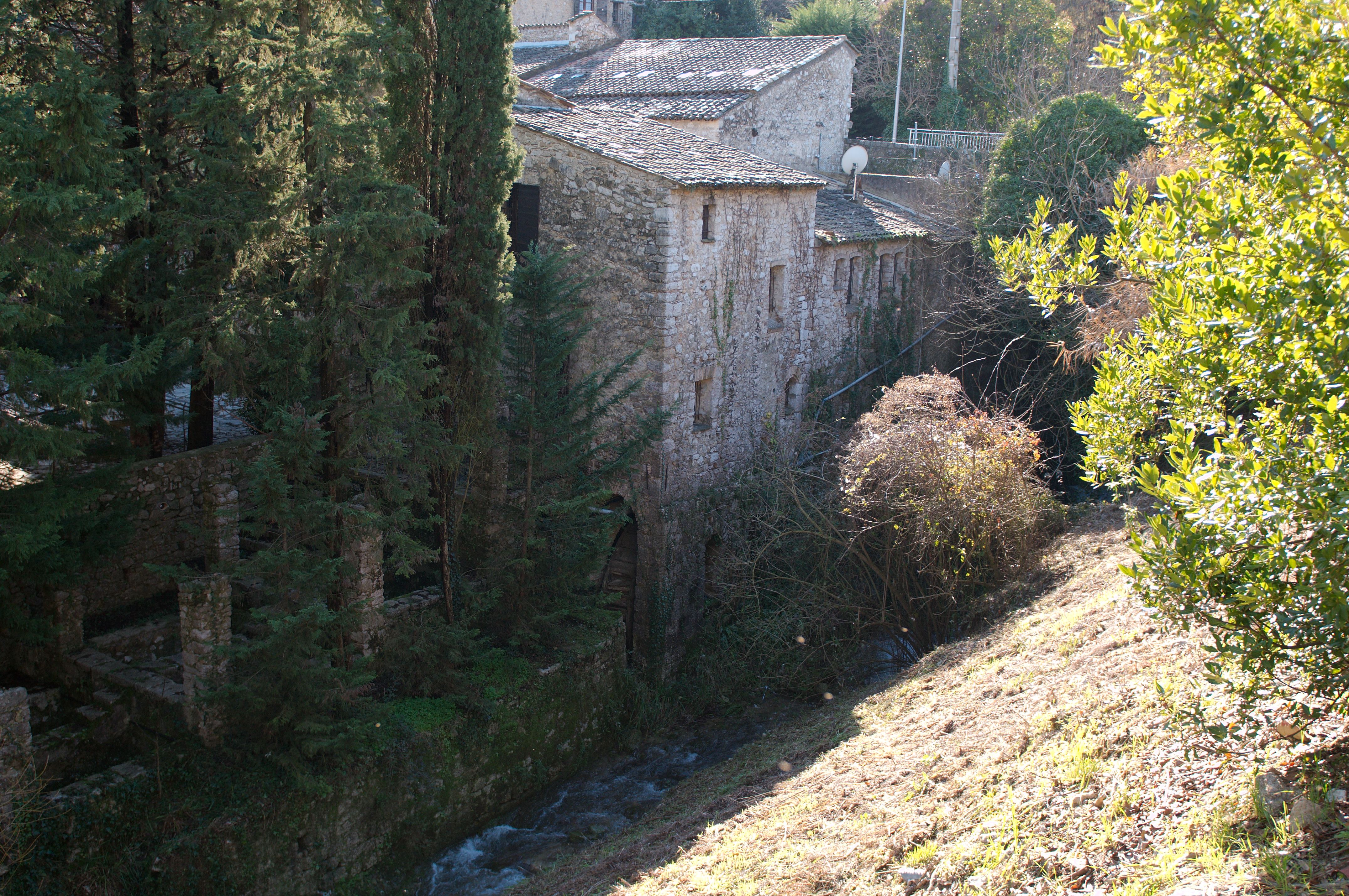
Ancien moulin près de la Lubiane, un affluent de la Cagne.

La Cagne passe en dessous de l'autoroute A8 dite la Provençale dans Cagnes-sur-Mer ainsi qu'en dessous du chemin de fer SNCF la ligne de Marseille-Saint-Charles à Vintimille (frontière).
Durant l'été 2005, la Cagne s'est asséchée dans son cours supérieur et certains[Qui ?] craignent que son destin soit d'être transformée bientôt en un égout couvert[réf. nécessaire].
La Cagne n'a pas de station qualité référencée au SANDRE, et a, au moins, trois stations d'épurations : à Coursegoules, à Vence et à Cagnes-sur-Mer,,.

## Écologie
Une AAPPMA est désormais existante sur la Cagne, et un contrat de rivière a été passé avec le Sievi ou Syndicat-Intercommunal-Estéron-Var-Inférieur. Les inondations sont à l'étude dans le cadre de PAPI ou programme d'Actions et de Prévention des Inondations,.

## Étymologie

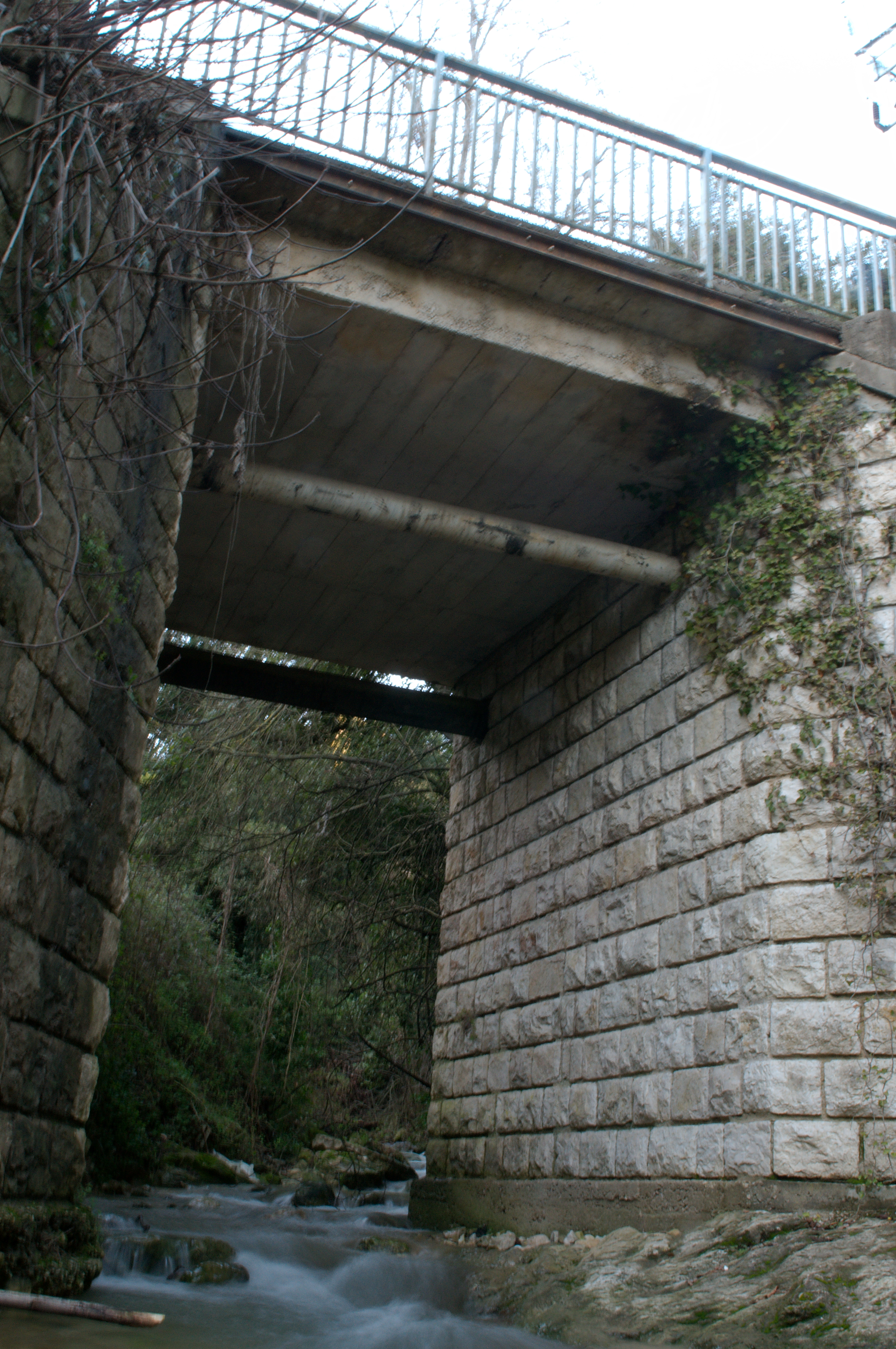
La Lubiane près d'un pont à Vence

La Cagne signifie en provençal la « chienne », femelle du chien.
Il est néanmoins fort improbable que ce soit là l'origine de cet hydronyme, dont l'étymologie est plutôt un radical prélatin "*kan" à rapprocher de celle du Cians, prononcé "tchans", l'isoglosse "ca/cha" occitan traversant le département des Alpes-Maritimes.